# Francisco Conceição
Francisco Fernandes da Conceição (n. 14 decembrie 2002, Coimbra, Districtul Coimbra, Portugalia) este un fotbalist portughez, care joacă pe post de mijlocaș la Juventus în Serie A, împrumutat de la FC Porto. Pe plan internațional, are prezențe la națională pentru Portugalia U16⁠(d), Portugalia U17⁠(d), Portugalia U18⁠(d), Portugalia U21⁠(d) și Portugalia.
Este fiul antrenorului Sérgio Conceição.
După ce și-a început cariera la echipele de juniori ale lui Porto, Conceição a fost promovat la prima echipă în 2021, reușind o dublă internă prin cucerirea Primeira Liga și Taça de Portugal în 2022. În iulie 2022, s-a mutat în Eredivise, la Ajax, înainte de a se întoarce la Porto în septembrie 2023, cu un contract inițial de împrumut pe un an, care a devenit permanent la sfârșitul sezonului. S-a alăturat lui Juventus în august 2024 cu un împrumut pe un an.
Conceição este un fost internațional de tineret al Portugaliei, reprezentând țara sa la mai multe naționale de tineret, făcând parte din echipele sub 21 de ani care au terminat pe locul doi la Campionatul European sub 21 de ani din 2021. Și-a făcut debutul internațional la naționala mare în 2024.

## Titluri
Porto
- Primeira Liga: 2021–22[2]
- Taça de Portugal: 2021–22,[2] 2023–24[3]

Individual
- SJPF Young Player of the Month: martie 2024[4]